# Ekstraklasa 2025-2026
L'Ekstraklasa 2025-2026, nota anche come PKO Bank Polski Ekstraklasa 2025-2026 per ragioni di sponsorizzazione, è la 100ª edizione della massima serie del campionato polacco di calcio, la 92ª nel formato di campionato, con inizio il 18 luglio 2025 e termine il 23 maggio 2026. La squadra campione in carica è il Lech Poznań.

## Stagione

### Novità
Dalla stagione precedente sono stati retrocessi in I liga Stal Mielec, Śląsk Breslavia e Puszcza Niepołomice, ultimi tre classificati del campionato.
Al loro posto dalla I liga sono stati promossi i primi due classificati Arka Gdynia, di ritorno dopo cinque stagioni di assenza, e Nieciecza, al termine di tre stagioni di serie cadetta, insieme con il Wisła Płock, vincitore dei play-off e di rientro in massima serie dopo due anni.

### Formula
Le 18 squadre partecipanti giocano un girone all'italiana con partite di andata e ritorno, per un totale di 34 giornate. Al termine di esse la prima classificata è campione di Polonia e ottiene la qualificazione per la UEFA Champions League 2026-2027 insieme con la seconda, mentre la terza si qualifica per la UEFA Conference League 2026-2027, insieme con la vincitrice della Puchar Polski 2025-2026.
Le ultime tre classificate retrocedono invece in I Liga.

## Squadre partecipanti
| Club              | Città       | Stadio                            | Stagione precedente |
| ----------------- | ----------- | --------------------------------- | ------------------- |
| Arka Gdynia       | Gdynia      | Stadio municipale (Gdynia)        | 1° in I Liga        |
| KS Cracovia       | Cracovia    | Stadio Józef Piłsudski            | 6° in Ekstraklasa   |
| GKS Katowice      | Katowice    | Stadio GKS Katowice               | 8° in Ekstraklasa   |
| Górnik Zabrze     | Zabrze      | Stadio Ernest Pohl                | 9° in Ekstraklasa   |
| Jagiellonia       | Białystok   | Stadio municipale (Białystok)     | 3° in Ekstraklasa   |
| Korona Kielce     | Kielce      | Stadio municipale (Kielce)        | 11° in Ekstraklasa  |
| Lech Poznań       | Poznań      | Stadio municipale (Poznań)        | Campione di Polonia |
| Lechia Danzica    | Danzica     | Stadio Gdańsk                     | 14° in Ekstraklasa  |
| Legia Varsavia    | Varsavia    | Stadio dell'Esercito polacco      | 5° in Ekstraklasa   |
| Motor Lublino     | Lublino     | Arena Lublin                      | 7° in Ekstraklasa   |
| Nieciecza         | Nieciecza   | Stadio Bruk-Bet                   | 2° in I Liga        |
| Piast Gliwice     | Gliwice     | Stadio Piasta Gliwice             | 10° in Ekstraklasa  |
| Pogoń Stettino    | Stettino    | Stadio municipale (Stettino)      | 4° in Ekstraklasa   |
| Radomiak Radom    | Radom       | Stadion im. Braci Czachorów       | 12° in Ekstraklasa  |
| Raków Częstochowa | Częstochowa | Stadio municipale (Raków)         | 2° in Ekstraklasa   |
| Widzew Łódź       | Łódź        | Stadio municipale del Widzew Łódź | 13° in Ekstraklasa  |
| Wisła Płock       | Płock       | Stadio Kazimierz Górski           | 3° in I Liga        |
| Zagłębie Lubin    | Lubin       | Stadio Zagłębie Lubin             | 15° in Ekstraklasa  |

## Classifica
|                    | Pos. | Squadra           | Pt | G | V | N | P | GF | GS | DR |
| ------------------ | ---- | ----------------- | -- | - | - | - | - | -- | -- | -- |
|                    | 3.   | GKS Katowice      | 0  | 0 | 0 | 0 | 0 | 0  | 0  | 0  |
|                    | 2.   | KS Cracovia       | 0  | 0 | 0 | 0 | 0 | 0  | 0  | 0  |
| Polonia (bandiera) | 1.   | Arka Gdynia       | 0  | 0 | 0 | 0 | 0 | 0  | 0  | 0  |
|                    |      |                   |    |   |   |   |   |    |    |    |
|                    | 4.   | Górnik Zabrze     | 0  | 0 | 0 | 0 | 0 | 0  | 0  | 0  |
|                    | 5.   | Jagiellonia       | 0  | 0 | 0 | 0 | 0 | 0  | 0  | 0  |
|                    | 6.   | Korona Kielce     | 0  | 0 | 0 | 0 | 0 | 0  | 0  | 0  |
|                    | 7.   | Lech Poznań       | 0  | 0 | 0 | 0 | 0 | 0  | 0  | 0  |
|                    | 8.   | Lechia Danzica    | 0  | 0 | 0 | 0 | 0 | 0  | 0  | 0  |
|                    | 9.   | Legia Varsavia    | 0  | 0 | 0 | 0 | 0 | 0  | 0  | 0  |
|                    | 10.  | Motor Lublino     | 0  | 0 | 0 | 0 | 0 | 0  | 0  | 0  |
|                    | 11.  | Nieciecza         | 0  | 0 | 0 | 0 | 0 | 0  | 0  | 0  |
|                    | 12.  | Piast Gliwice     | 0  | 0 | 0 | 0 | 0 | 0  | 0  | 0  |
|                    | 13.  | Pogoń Stettino    | 0  | 0 | 0 | 0 | 0 | 0  | 0  | 0  |
|                    | 14.  | Radomiak Radom    | 0  | 0 | 0 | 0 | 0 | 0  | 0  | 0  |
|                    | 15.  | Raków Częstochowa | 0  | 0 | 0 | 0 | 0 | 0  | 0  | 0  |
|                    | 16.  | Widzew Łódź       | 0  | 0 | 0 | 0 | 0 | 0  | 0  | 0  |
|                    | 17.  | Wisła Płock       | 0  | 0 | 0 | 0 | 0 | 0  | 0  | 0  |
|                    | 18.  | Zagłębie Lubin    | 0  | 0 | 0 | 0 | 0 | 0  | 0  | 0  |

Legenda:
      Campione di Polonia e ammessa alla UEFA Champions League 2026-2027.
      Ammessa alla UEFA Champions League 2026-2027.
      Ammessa alla UEFA Conference League 2026-2027.
      Retrocessa in I liga 2026-2027
Note:
Tre punti a vittoria, uno a pareggio, zero a sconfitta.
La classifica viene stilata secondo i seguenti criteri:
- Punti conquistati
- Punti conquistati negli scontri diretti
- Differenza reti negli scontri diretti
- Reti realizzate negli scontri diretti
- Goal fuori casa negli scontri diretti (solo tra due squadre)
- Differenza reti generale
- Reti totali realizzate
- Classifica fair-play
- Sorteggio